# فينسبيري سيركس

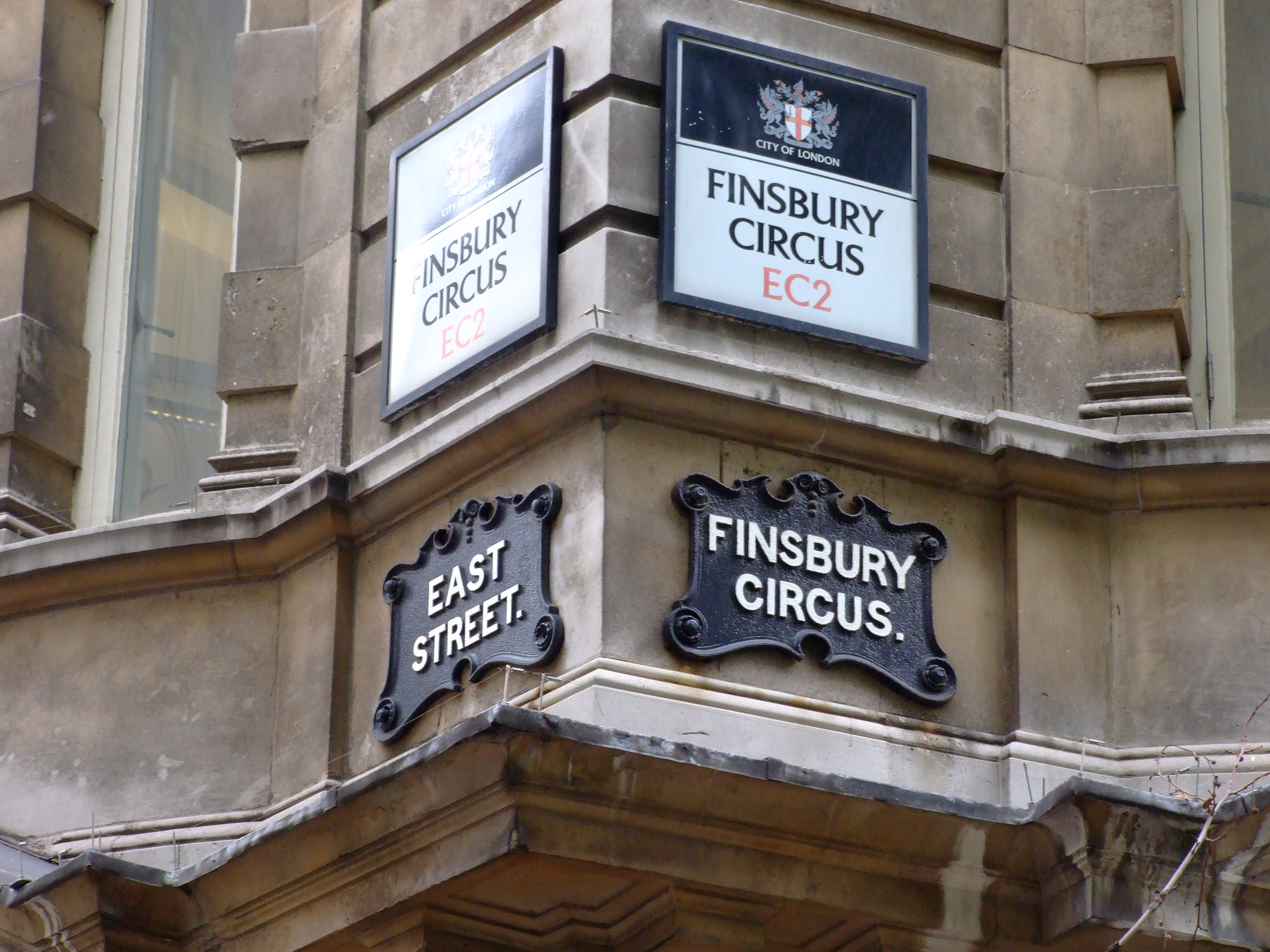

فينسبيري سيركس هي حديقة في مدينة لندن، إنجلترا، تم إنشاؤها عام 1812، وتبلغ مساحتها 5,44 أكر. وهي أكبر مساحة مفتوحة في المدينة. يشير مصطلح السيركس إلى الشكل البيضاوي للمساحة الخضراء المشابهة للسيرك الروماني، حيث يتجه محورها الرئيسي بين الشرق والغرب.

## تاريخ

### قبل إنشاء فينسبيري سيركس
في العصر الروماني، كان الموقع الحالي فينسبيري سيركس هو المكان الذي دخل فيه نهر Walbrook إلى لندينيوم، وبالتالي يتدفق من الشمال إلى الجنوب، قبل أن يفرغ في نهرالتايمز. و في الوقت الحاضر، هو نهر تحت الأرض.

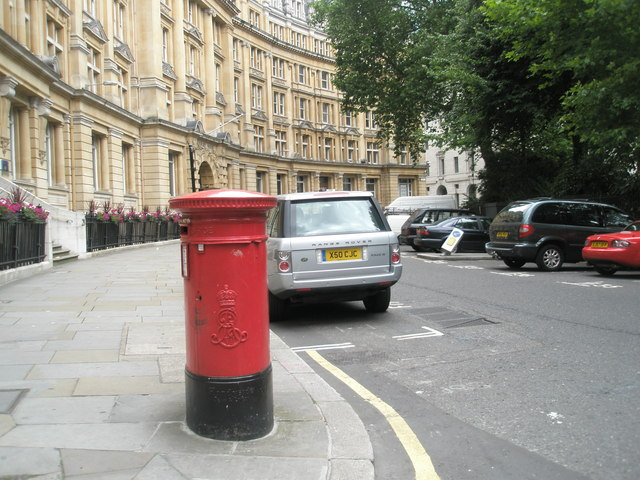
صندوق البريد الملكي البريطاني

يقع فينسبيري سيركس على جزء من أراضي Finsbury Manor، والتي اختفت عام 1527، والتي تضم أيضًا مستشفى Bethlem Royal الثاني في 1675. كانت المباني الأصلية مخصصة في البداية للتجار والسادة، ثم بعد إعادة التطوير الداخلي يتم تأجيرها للمحامين والمهن الأخرى. سيتم هدم آخر المباني في مستشفى بيتليم الملكي في عام 1921.

### القرن التاسع عشر
تم إنشاء فينسبيري سيركس في عام 1812 على يد ويليام مونتاج، رئيس المدينة. تأخذ الحدائق الشكل البيضاوي بحزام من أشجار زيزفون صممه المهندس المعماري جورج دانس ذا يانجر عام 1815. و في عام 1819، تنقل معهد لندن إلى أماكن العمل صممه ويليام بروكز من الطرف الشمالي من لسيرك؛ تم إغلاقه في عام 1912 ثم استخدمت جامعة لندن المباني حتى هدمها في عام 1936. مواجهة فينسبري سيركس، South Place Chapel، كنيسة توحيدية أقيمت في عام 1824 من قبل William Johnson Fox.
بين عامي 1860 و1865، تم تهديد فينسبيري سيركس باستبداله بمحطة مترو، ولكن في مواجهة الاحتجاجات العامة، محطة سكة حديدية متروبوليتان و في عام 1869 عبر نفق أسفل البيضاوي.

### القرن العشرون

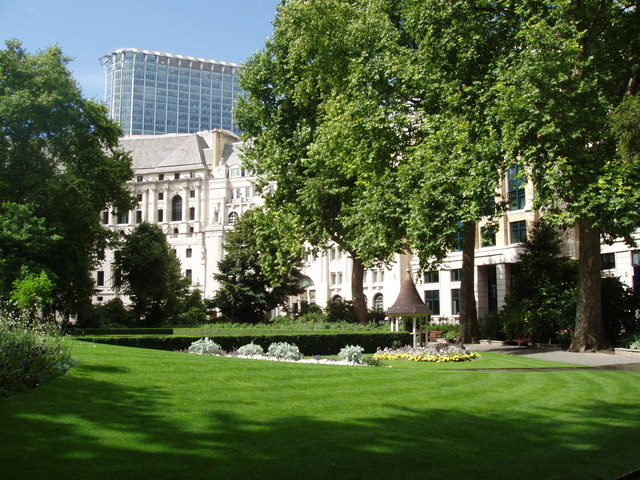
منزل إدوين لوتينز البريطاني (منزل لويتنز سابقًا) كما يُرى من الحديقة المركزية.

فينسبري سيرك أصبح حديقة عامة في القرن العشرين و في وقت مبكر بالامتيازات الممنوحة لمؤسسة مدينة لندن بمرسوم بلدي عام 1900. كانت الحدائق حتى ذلك الحين مساحات خاصة لاستخدام أصحاب ومستأجري المباني المجاورة الذين طعنوا في المصادرة للمنفعة العامة، خوفًا من أن يؤدي الاستخدام العام إلى إزعاج من شأنه أن يخفض أسعار ممتلكاتهم.  Alpheus Morton الحملة لجعل هذا الفضاء عامًا alderman في منطقة فارينجدون ويذاوت وفي عضو لجنة الطرق العامة,  وعرف السيرك حينها باسم مورطون بارك.
في مواجهة الربع الشمالي الغربي من الشكل البيضاوي ، يوجد طريق الوصول إلى فينسبيري سيركس و المبنىBritannic House الذي بناه إدوين لوتينز من عام 1921 إلى عام 1925 لصالح شركة النفط الأنجلو-إيرانية ، والتي أصبحت شركة البترول البريطانية بي بي التي صنع تماثيلها فرانسيس ديروينت وود. كانت هنا آخر المنازل القديمة وهي الآن المقر الرئيسي لشركة المحاماة الدولية ستيفنسون هاروود. منذ عام 1925، يقع نادي لعبة البولينج في الحدائق. يقع في مكان قريب منصة الفرقة الموسيقية التي تم بناؤها في عام 1955.

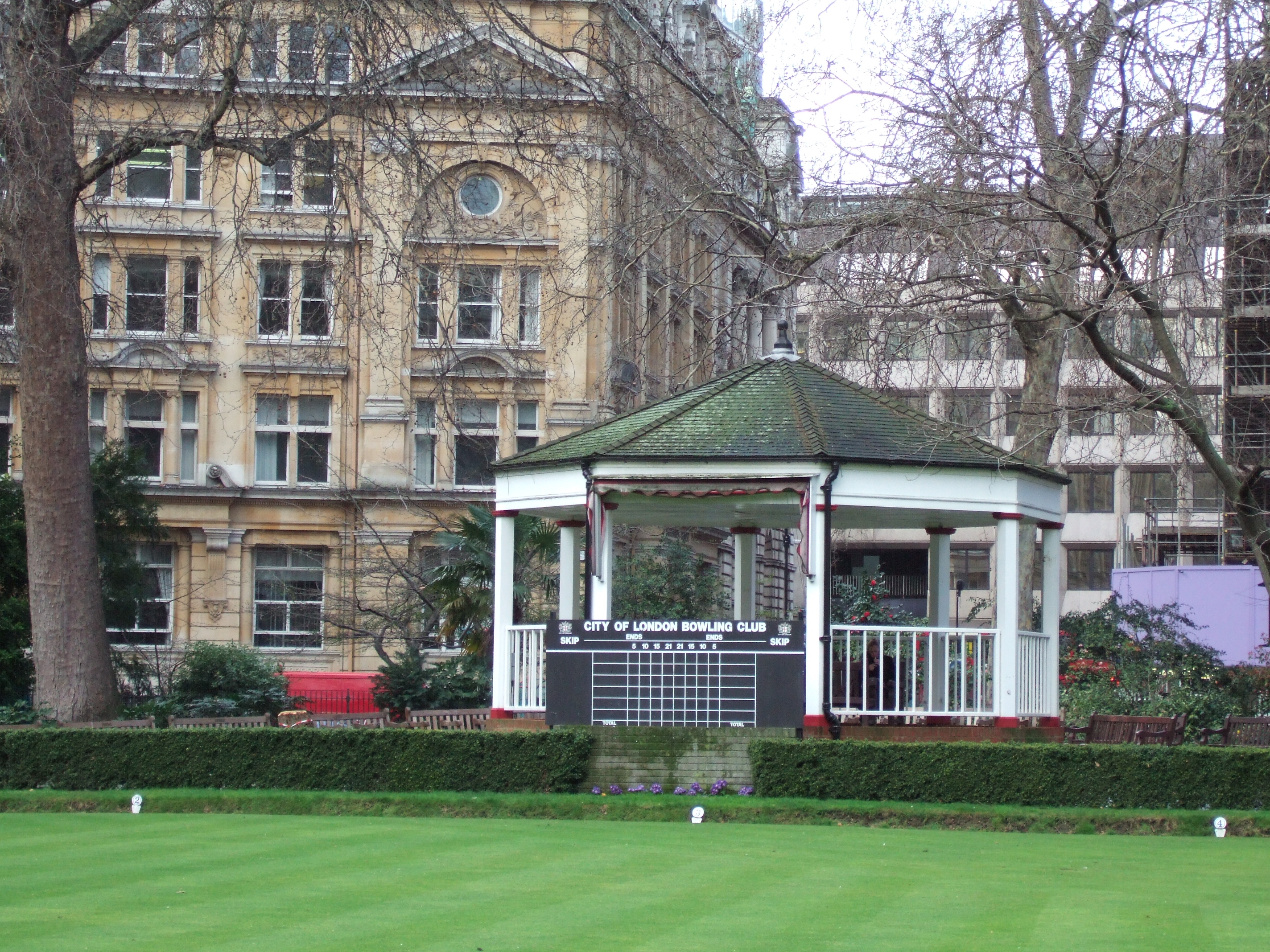
العشب الأخضر البولينج.

## القرن الوحد و العشرون
أقرب محطة مترو أنفاق هي مورغيت (محطة مترو أنفاق لندن)، على الجانب الغربي. الحديقة أيضا تخدمها محطة ليفربول ستريت .
فينسبيري سيركس هي نقطة النهاية في رحلة البحث عن الكنز بالسيارة والتي تسمى Miglia Quadrato في كل سنة. لقد أصبح حتى خط البداية منذ أن غادر السباق سميثفيلد .

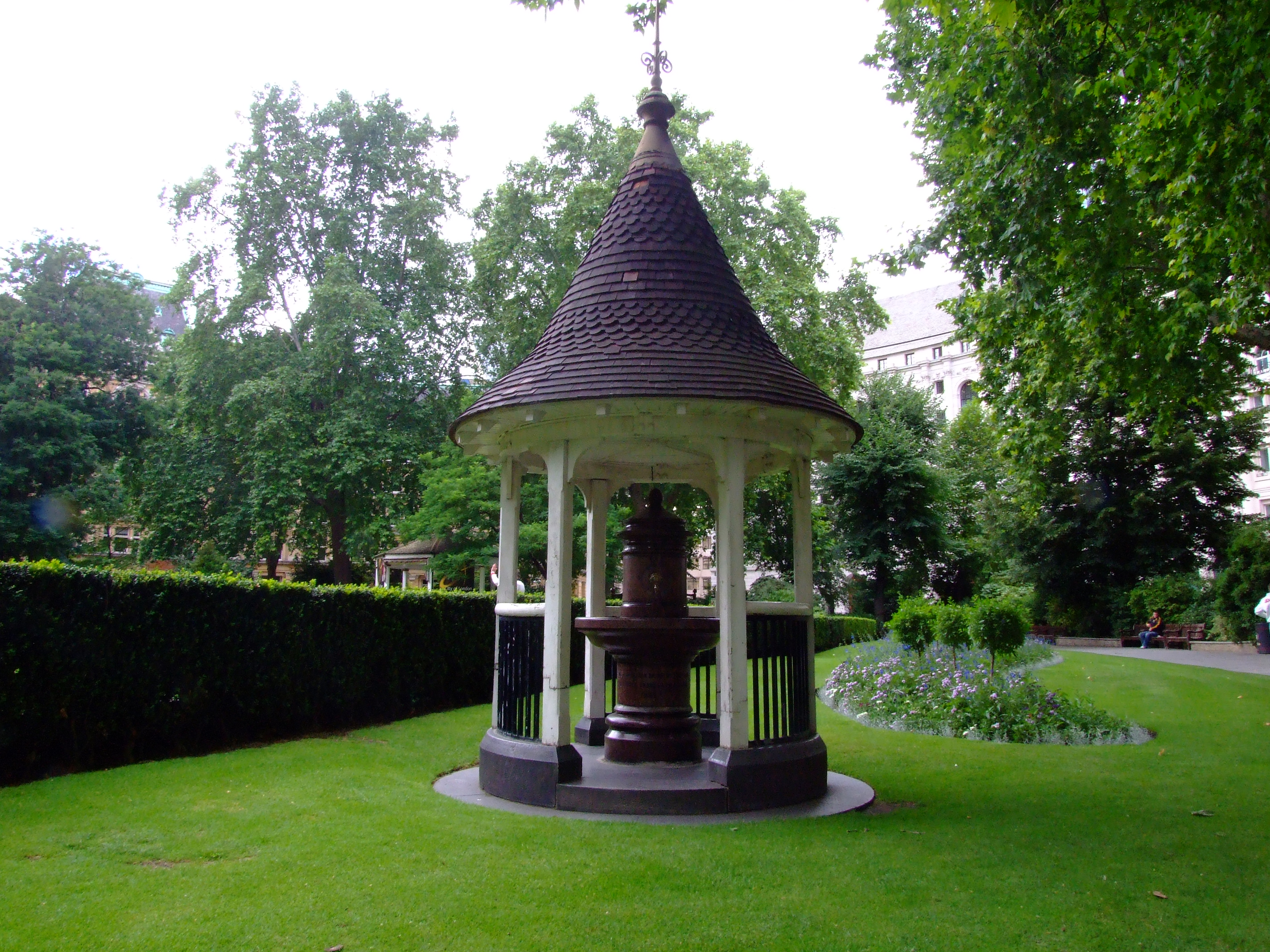
نافورة باغودا

من عام 2010 إلى عام 2017، تم تحييد الجزء المركزي من الحديقة لبناء محطة ليفربول ستريت لشبكة كروس ريل. تم حفر حفرة بقطر 53 قدم و بغمق 138 قدم للسماح ببناء أرصفة تحت الأرض. يتوقع المشروع إعادة تأهيل الموقع بعد انتهاء الأعمال.